# Улица Зои Космодемьянской (Владикавказ)
Улица Зои Космодемьянской — улица во Владикавказа, Северная Осетия, Россия. Находится в Северо-Западном муниципальном округе между улицей Колка Кесаева и проспектом Доватора. Начинается от улицы Колка Кесаева.

## Расположение
Улица Зои Космодемьянской пересекается с проспектом Коста, улицами Заурбека Калоева, Тургеневской, Кастанаева, Леваневского, Левченко и Галковского.
На улице Зои Космодемьянской начинаются улицы Земнухова и Любы Шевцовой. На улице Зои Космодемьянской заканчивается улица Щорса.

## История
Улица названа именем советской партизанки Зои Космодемьянской.
Улица образовалась в конце 40-х годов XX века. 17 июня 1947 года городской совет присвоил новообразованной улице на северной стороне кварталов № 731, 732, 733 и 738 наименование «улица Зои Космодемьянской».